# تازروالت (سيدي أحمد أو موسى)
تازروالت هي إحدى مشيخات المملكة المغربية، تتبع جغرافيا لإقليم تيزنيت وإداريًا لسيدي أحمد أو موسى. يقدر عدد سكانها بـ 4196 نسمة حسب الإحصاء الرسمي للسكان والسكنى لسنة 2004.